# Кунене
Кунене (на португалски: Cunene, произнася се по-близко до Кунини) е провинция в южна Ангола. Площта ѝ е 87 342 квадратни километра, а населението около 965 288 души (2014). Столицата на провинцията е Онджива. Кунене е разположена северно от реката Кунене, която формира границата между Ангола и Намибия.